# 指輪 (クレイジーケンバンドの曲)
「指輪」（ゆびわ）は、 2015年7月1日にユニバーサルシグマから発売されたクレイジーケンバンドの18枚目のシングル。DVD付初回限定盤と通常盤の2形態で発売。

## 概要
「スパークだ!」から1年ぶりのシングル。アルバム『もうすっかりあれなんだよね』からの先行シングル。
壇蜜が全面登場するミュージック・ビデオは発売当時、ショートヴァージョンでのアップだったが、発売から10年近くを経てフルヴァージョンが解禁された。

## 収録曲
- 作詞・作曲：横山剣
- 編曲：横山剣/小野瀬雅生/河合わかば（特記外）

CD
1. 指輪(3:16)[1]
作詞：横山剣/サン太パパ
2. 妄想遊戯(3:17)[1]
3. CRAZY KEN BAND's Information(15:51)[1]
4. 指輪（KARAOKE）(3:15)[1]
5. 妄想遊戯（KARAOKE）(3:18)[1]

DVD
1. 指輪（ミュージック・ビデオ）
2. making of 「指輪」ミュージック・ビデオ&フォト・セッション